# 최별하
최별하(1989년 9월 9일 ~ )는 대한민국의 레이싱 모델이다.   키 177 몸무게 55

## 경력

### 레이싱 모델
- 2016년 CJ대한통운 슈퍼레이스 챔피언십 금호타이어 스폰서쉽 및 엑스타레이싱팀 전속 모델
- 2015년 CJ헬로모바일 슈퍼레이스 챔피언십 CJ레이싱팀 전속 모델
- 2012년 CJ헬로모바일 슈퍼레이스 챔피언십 모델
- 2011년 코리아 스쿠터 레이스 챔피언십 레이싱모델
- 2011년 대구 스트리트 모터 페스티벌 모델

### 에이빙 모델
- 2017년 - 서울모터쇼 레이싱모델

- 2016년 - 부산모터쇼 레이싱모델
- 2015년 - 지스타 모델
- 2015년 - 서울모터쇼 레이싱모델
- 2014년 - 서울오토살롱 레이싱모델
- 2014년 - 부산모터쇼 레이싱모델
- 2014년 - 오토모티브위크 레이싱모델
- 2013년 - 서울오토살롱 레이싱모델
- 2013년 - 서울모터쇼 레이싱모델
- 2012년 5월 온게임넷 철권 버스터즈 걸[2][3]
- 2012년 - 서울오토살롱 레이싱모델
- 2012년 월간 카모드 포토데이 모델